# Француска акција
Француска акција (фр. Action française) је био француски политички покрет крајње деснице. Исто име је носио часопис повезан са овим покретом.
Покрет и часопис су основали Морис Пижо и Анри Вожоа 1889, као националистичка реакција против интервенције левичарских интелектуалаца у корист Алфреда Драјфуса. Шарл Морас је брзо приступио Француској акцији и постао њен главни идеолог. Под Морасовим утицајем, Француска акција је постала монархистички, контрареволуционарни (усмерен против наслеђа Француске револуције) и антидемократски покрет и подржавао је интегрални национализам и католицизам.
Убрзо по свом оснивању, Француска акција је покушала да утиче на јавно мњење претварањем свог часописа у дневне новине и оснивањем разних организација. До 1914. постала је најбоље структурирани и највиталнији националистичи покрет у Француској. Током међуратног периода покрет се залагао за обнову монархије, увођење сталешког државног уређења и снажење француског национализма. У међуратном периоду покрет је уживао у престижу и утицају, али је његова популарност постепено опадала као последица успон фашизма и прекидањем односа са Католичком црквом. Током Другог светског рата, Француска акција је подршавала вишијевски режим и маршала Филипа Петена. Након пада вишијевског режима, њене новине су забрањене, а Морас је осуђен на доживотни затвор. Ипак, покрет је наставио да постоји захваљујући новим публикацијама и политичком покретима. Иако Француска акција није главна снаге на десници као што је била некад, њене идеје су остале утицајне. Покрет се током деценија традиционално истицао и својим антисемитизмом.